# 11730 Yanhua
11730 Yanhua este un asteroid din centura principală de asteroizi.

## Descriere
11730 Yanhua este un asteroid din centura principală de asteroizi. A fost descoperit pe 22 mai 1998 la Socorro, New Mexico, în cadrul proiectului LINEAR. Asteroidul prezintă o orbită caracterizată de o semiaxă mare de 2,41 ua, o excentricitate de 0,07 și o înclinație de 4,2° în raport cu ecliptica.